# Yvonne Picard
Yvonne Picard (* 1920 in Athen; † 1943 in Auschwitz) war eine französische Philosophin.

## Leben
Yvonne Picard war eine Tochter des Archäologen Charles Picard (1883–1965) und eine Schwester des Archäologen Gilbert Charles-Picard. Sie war mit Bianca Lamblin (geb. Bienenfeld; 1921–2011) befreundet und bekannt mit Simone de Beauvoir und Jean-Paul Sartre. Ab 1941 war sie Mitglied der Gruppe Socialisme et liberté und später im kommunistischen Widerstand (Résistance). Am 18. Mai 1942 wurde sie von den Nazis verhaftet und am 24. Januar 1943 zusammen mit 230 anderen Frauen des Widerstands nach Auschwitz verbracht, wo sie 1943 umkam.

## Werk
Das einzige von ihr überlieferte Werk ist die als Diplom-Arbeit konzipierte Schrift "Le temps chez Husserl et chez Heidegger", geschrieben 1941, posthum von Jean Weil in der ersten Nummer der Zeitschrift "Deucalion" (1946) veröffentlicht. Noch vor Sartre und Merleau-Ponty nimmt sie sich 1941 des für Husserl und Heidegger zentralen Themas der Zeit an. 
Ihre wegweisenden Thesen sind: 
1. Die Husserlsche Zeitauffassung wird von Heideggers Kritik nicht getroffen
2. Husserls Zeitauffassung kann als eine dialektische Theorie der Zeit interpretiert werden
3. Das hat Konsequenzen für die Auffassung von Intentionalität und vom Raum bei Husserl und Heidegger
4. Zeitlichkeit ist eine Kategorie der Reflexivität, nicht eine der Unmittelbarkeit.

Picard denkt sowohl Husserls Phänomenologie des inneren Zeitbewusstseins weiter, indem sie zeigt, dass die Doppelheit der Vergangenheit bei Husserl (Retention und Reproduktion) die Konsequenz auch einer doppelten Gegenwart haben muss. Und sie kritisiert Heideggers Zeitvorstellung eines Vorlaufens zum Tod, indem sie zeigt, dass der "l'instant de la mort" (später von Blanchot thematisiert und von Derrida aufgegriffen) zeitphilosophisch undenkbar ist. Im Zusammenhang ihrer Heidegger-Kritik verwendet Picard auch bereits den später von Merleau-Ponty konturierten Begriff eines "être-au-monde" statt des Heideggerschen In-der-Welt-Seins. Emmanuel Lévinas hat Yvonne Picard 1987 als sowohl in ihrer Zeit als auch gegenwärtig "singulière" bezeichnet.